# Carl von Dobschütz

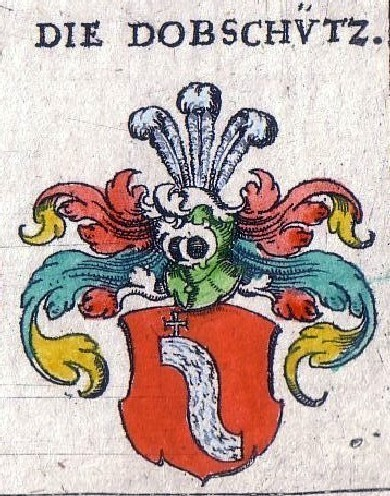
Das Wappen der Familie von Dobschütz
(Weigel'sches Wappenbuch von 1734, handkoloriert)

Carl Ernst Adalbert von Dobschütz (* 7. Oktober 1861 in Strehlen, Kreis Strehlen, Provinz Schlesien; † 19. April 1946 in Rostock) war ein preußischer Generalmajor, Rechtsritter des Johanniterordens und von 1934 bis 1937 Mitglied der Herrengesellschaft Mecklenburg.

## Leben

### Herkunft
Carl von Dobschütz entstammte dem alten schlesischen, aus Gutsbesitzern und Offizieren bestehenden Adelsgeschlecht derer von Dobschütz und war der Sohn des preußischen Oberst Adalbert von Dobschütz und dessen erster Ehefrau Caroline Rönkendorf. Der Theologe Ernst von Dobschütz war sein jüngerer Halbbruder.

### Militärkarriere

Majors-Patent von 1904

Im April 1879 wurde er Sekondeleutnant im 1. Schlesischen Grenadier-Regiment Nr. in Breslau. Zum Premierleutnant
wurde er im August 1888 befördert. Dobschütz wurde im November 1892 als Adjutant zur 27. Infanterie-Brigade in Düsseldorf versetzt. Zehn Monate später wurde er zum Hauptmann à la suite und Kompaniechef im Niederrheinischen Füsilier-Regiment Nr. 39 in Düsseldorf befördert. Zum Major wurde er im September 1904 im Grenadier-Regiment „König Friedrich Wilhelm II.“ (1. Schlesisches) Nr. 10 in Schweidnitz befördert und ein Jahr später ernannte man ihn zum Bataillonskommandeur. Zum Stab des Großherzoglich Mecklenburgischen Grenadier-Regiments Nr. 89 in Rostock wurde er im März 1912 versetzt. Am 18. Oktober 1913 wurde er unter Stellung zur Disposition mit der gesetzlichen Pension zum Kommandeur des Landwehr-Bezirks Rostock ernannt. In dieser Stellung erhielt Dobschütz am 27. Januar 1914 den Charakter als Oberst.
Nach Ausbruch des Ersten Weltkriegs ernannten man ihn am 3. August 1914 bzw. am 25. August 1914 zum Kommandeur des Landsturm-Bataillons in Bremerhaven bzw. des Reserve-Infanterie-Regiments Nr. 214. Das Regiment führte er, mit nur einer kurzen Unterbrechung, bis zum März 1917. Nach Kriegsende schied Dobschütz mit dem Charakter als Generalmajor im August 1919 aus dem Militärdienst. Er war Inhaber des Roten Adlerordens IV. Klasse.

### Familie
Dobschütz heiratete am 1. Juli 1894 in Simsdorf, Kreis Trebnitz, Marie Schroeter (* 28. Januar 1867 in Breslau; † 3. Juli 1945 in Rostock), die aus Breslau stammende Tochter des Geheimen Regierungsrats Hermann Sigismund Schroeter und der Bertha geb. Korn.